# The Nearness of You
The Nearness of You est un album de la chanteuse de jazz Helen Merrill.

## Historique
Les titres qui composent cet album ont été enregistrés :
- Le 18 et le 19 décembre 1957 aux Universal Recording Studios à Chicago
- Le 21 février 1958 à New York

Cet album a été publié pour la première fois en 1958 par la lable EmArcy (MG-36134).

## Titres de l’album
| No  | Titre                          | Auteur                                        | Durée |
| --- | ------------------------------ | --------------------------------------------- | ----- |
| 1.  | Bye, Bye Blackbird             | Mort Dixon, Ray Henderson                     | 2:54  |
| 2.  | When the Sun Comes Out         | Ted Koehler, Harold Arlen                     | 4:42  |
| 3.  | I Remember You                 | Johnny Mercer, Victor Schertsinger            | 2:06  |
| 4.  | Softly As in a Morning Sunrise | Sigmund Romberg, Oscar Hammerstein II         | 3:14  |
| 5.  | Dearly Beloved                 | Jerome Kern, Johnny Mercer                    | 2:02  |
| 6.  | Summertime                     | George Gershwin, Ira Gershwin, DuBose Heyward | 3:21  |
| 7.  | All of You                     | Cole Porter                                   | 3:27  |
| 8.  | See Your Face Before Me        | Howard Dietz, Arthur Schwartz                 | 2:33  |
| 9.  | Let Me Love You                | Bart Howard                                   | 2:42  |
| 10. | The Nearness of You            | Hoagy Carmichael, Ned Washington              | 3:57  |
| 11. | This Time the Dream's on Me    | Johnny Mercer, Harold Arlen                   | 2:15  |
| 12. | Just Imagine                   | Buddy G. DeSylva, Lew Brown, Ray Henderson    | 3:17  |

## Personnel
18 et 19 décembre 1957 (pistes 1, 3, 4, 5, 6, 8, 11)
- Helen Merrill : voix
- Mike Simpson : flûte traversière
- Dick Marx : piano
- Fred Rundquist : guitare
- John Frigo : contrebasse
- Jerry Slosberg : batterie
- David Carroll : arrangeur

21 février 1958 (pistes 2, 7, 9, 10, 12)
- Helen Merrill : voix
- Bobby Jaspar : flûte traversière
- Bill Evans : piano
- George Russell : guitare
- Oscar Pettiford : contrebasse
- Jo Jones : batterie
- Hal Mooney : arrangeur